# Hotel de Turistas de Huánuco
El Hotel de Turistas de Huánuco es un edificio en la ciudad de Huánuco, Perú ubicado con frente a la Plaza Mayor de la ciudad al costado de la Catedral de Huánuco.

## Historia
En 1938, durante el gobierno del general Oscar R. Benavides se lanzó el Plan Hotelero dentro de un fuerte plan de infraestructura nacional promovido por ese gobierno. Este plan asumió el reto de crear infraestructura turística en varias ciudades del Perú ante la falta de albergues en lugares de gran potencial turístico. En noviembre de 1939 se publicaron en la revista El Arquitecto Peruano los proyectos de los nuevos hoteles. Los hoteles de Piura y Huánuco fueron diseñados por el arquitecto Augusto Guzmán por lo que comparten planos similares y tenían más de 30 habitaciones. 
Ambos hoteles, terminados en 1943, se ubican en la Plaza de Armas de dichas ciudades en lotes esquina, siendo similares en sus proporciones y ritmos, relación de llenos y vacíos, con una misma estructura funcional. En ambos casos, organizados alrededor de un patio central, con el corredor de las habitaciones en el segundo piso. En el primer nivel destacan los espacios de recepción. Fernando Belaúnde Terry, quien fuera luego presidente del Perú pero que en los años 1930 era director de la revista "El Arquitecto Peruano" criticó la ubicación de este hotel porque señaló que la idea era construirlos en terrenos alejados del centro, con áreas verdes, que permitiesen la formación de futuras urbanizaciones y la expansión residencial de la ciudad.
El 26 de abril de 1989 se publicó la Resolución Jefatural N° 009-89-INC/J del Instituto Nacional de Cultura que declaró este inmueble como Monumento Histórico del Perú.
En la actualidad, el edificio continua funcionando como hotel bajo el nombre "Grand Hotel Huánuco".